# NGC 6371
NGC 6371 is een spiraalvormig sterrenstelsel in het sterrenbeeld Hercules. Het hemelobject werd op 24 juni 1864 ontdekt door de Duitse astronoom Albert Marth.

## Synoniemen
- MCG 4-41-12
- ZWG 140.27
- PGC 60322